# Zážehový motor s přímým vstřikováním

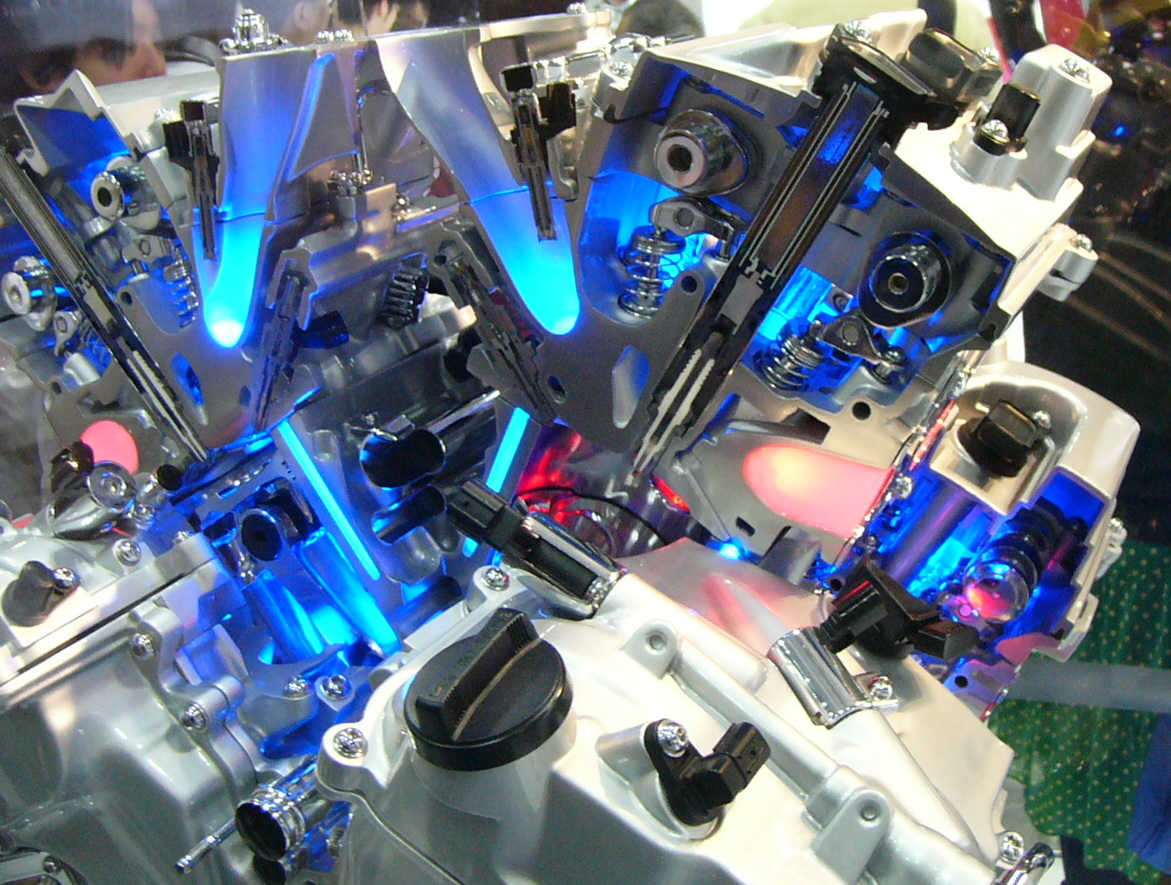
Demonstrační řez motorem Toyota 2GR -FSE V6 3.5L D-4S s přímým vstřikováním. Je vidět klasický vstřikovač do sacího kanálu, vstřikovač pro přímý vstřik a zapalovací svíčku. Koncept pro spalování vedené stěnami (vzdálená svíčka a vstřikovač).

Zážehový motor s přímým vstřikem paliva (anglicky pod různými názvy Gasoline direct injection engine (GDI), Petrol Direct Injection, Direct Petrol Injection, Spark Ignited Direct Injection (SIDI), Fuel Stratified Injection (FSI)) patří do skupiny zážehových motorů. Na rozdíl od konvenčního zážehového motoru nespaluje pouze homogenní směs. Palivo se totiž vstřikuje přímo (případně prostřednictvím komůrky) do válce, což umožňuje aktivně řídit vrstvenou tvorbu směsi.
Motor je konstruován tak, aby byla v okolí elektrod zapalovací svíčky v okamžiku zážehu směs v zápalném složení. V ostatních částech válce může být přebytek vzduchu nebo spalin přivedených recirkulací. Celkově může motor pracovat s chudou směsí se součinitelem přebytku vzduchu až λ > 7. Spalování s přebytkem vzduchu umožňuje snížit spotřebu paliva a odstranit nebo snížit nepříznivý vliv regulace škrticí klapkou.

## Druhy provozu
V závislosti na zatížení, otáčkách, teplotním stavu motoru a dalších parametrech, pracuje zážehový motor s přímým vstřikem v některém ze šesti druhů provozu:

### Provoz s vrstveným plněním
Tento provoz je vhodný pro oblast nižších kroutících momentů a nižších otáček (do 3 000 min−1). Vstřikovací ventil dodá palivo jen krátce před zážehem, a směs se proto nestihne promíchat. Motor pracuje celkově s chudou směsí λ > 1, ale v oblasti svíčky je směs v zápalném rozmezí. Intenzivně se využívá recirkulace výfukových plynů z předešlých cyklů pro snížení emisí NOx.

### Provoz s vrstveným plněním a zahříváním katalyzátoru
Tento provoz se využívá na zahřátí katalyzátoru na provozní teplotu. Princip je stejný jako při provozu s vrstveným plněním, ale během expanze se vstříkne ještě jedna dávka paliva. Ta dohořívá později a zvyšuje teplotu výfukového potrubí i katalyzátoru. Výfukové potrubí musí být na takový provoz optimalizované.

### Homogenní provoz
Pro vysoké otáčky a vysoké zatížení je třeba získat ze směsi maximum energie, čehož se dosáhne při stechiometrickém složení směsi tj. Λ = 1 (ve výjimečných případech motor spaluje mírně bohatou směs λ < 1). Taková směs je zápalná v celém objemu, proto není třeba dbát na rozvrstvení směsi. Vstřikování probíhá již během sacího zdvihu, proto je čas na vytvoření a rovnoměrné rozložení směsi dostatečný. V tomto režimu se průběh spalování a další charakteristiky jako spotřeba a emise jen velmi málo liší od zážehového motoru s nepřímým vstřikováním. Režim je univerzální a motor by v něm mohl pracovat ve všech režimech, ale tím by se připravil o výhody plynoucí z vrstveného plnění.

### Homogenní provoz s chudou směsí
Tento provoz je přechodový mezi homogenním provozem a provozem s vrstveným plněním. Dosahuje se nižší spotřeby paliva než při homogenním provozu díky vyšší plnicí účinnosti (škrticí klapka je více otevřená, než by odpovídalo homogennímu provozu.) Celkové složení chudoby směsi je 1 < Λ < 2.

### Homogenní provoz s vrstveným plněním
Jde o další přechodový režim, který navazuje na homogenní provoz s chudou směsí. Pokud je celkové složení směsi s λ > 2, palivo se vstřikuje dvakrát. První vstřik s podílem cca 25% dávky paliva na cyklus se vstřikuje ještě během sání a vytváří homogenní směs. Druhý vstřik se zbytkem paliva se vstřikuje později během komprese. Jeho úkolem je vytvořit oblast bohatší, dobře zápalné směsi v okolí svíčky.

### Homogenní provoz s ochranou před detonačním spalováním
Provoz je určen pro nízké otáčky a vysoké zatížení, kde by mohlo docházet k detonačnímu spalování. Při tomto provozu se opět využívá dvojitý vstřik paliva, který přesune část dodávky tepla z druhé dávky paliva na později a sníží tak maximální tlaky a teploty, které jsou rizikové faktory pro detonačním spalování. Díky rozdělení dávek paliva není třeba snižovat předstih zapalování, jak se to musí v takových režimech dělat pro motory s nepřímým vstřikováním což přináší výhodu vyššího točivého momentu.

## Proces spalování
Aby se dosáhlo požadovaného průběhu a kvality spalovacího procesu ve vrstvené směsi, je třeba sladit geometrický tvar spalovacího prostoru včetně dna pístu, vzájemné umístění vstřikovače a zapalovací svíčky, směr a rychlost proudění náplně a směr a tvar paprsku paliva a správný okamžik vstřiku. Principiálně jsou možné 2 přístupy k vedení způsobu spalování:
1. Spalování vedené paprskem – tento způsob vyžaduje, aby bylo palivo vstřikováno v blízkosti zapalovací svíčky a zde se také odparovalo
2. Spalování vedené stěnami – při tomto způsobu se palivo vstřikuje do proudu vzduchu, který vhodným tvarováním stěn spalovacího prostoru přivede oblak připravené směsi ve správný okamžik k zapalovací svíčce. Při tomto způsobu se rozlišuje typ proudění ve spalovacím prostoru:
  - Vírové (swirl) – vzduch od sacího ventilu proudí turbulentně (rotačně) podél stěny válce
  - Valivá (tumble) – vzduch se pohybuje valivým způsobem shora dolů a v prohlubni pístu se zatáčí opět vzhůru

## Konstrukční koncepce

### Přímý vstřik do válce s vstřikovači a svíčkami blízko sebe

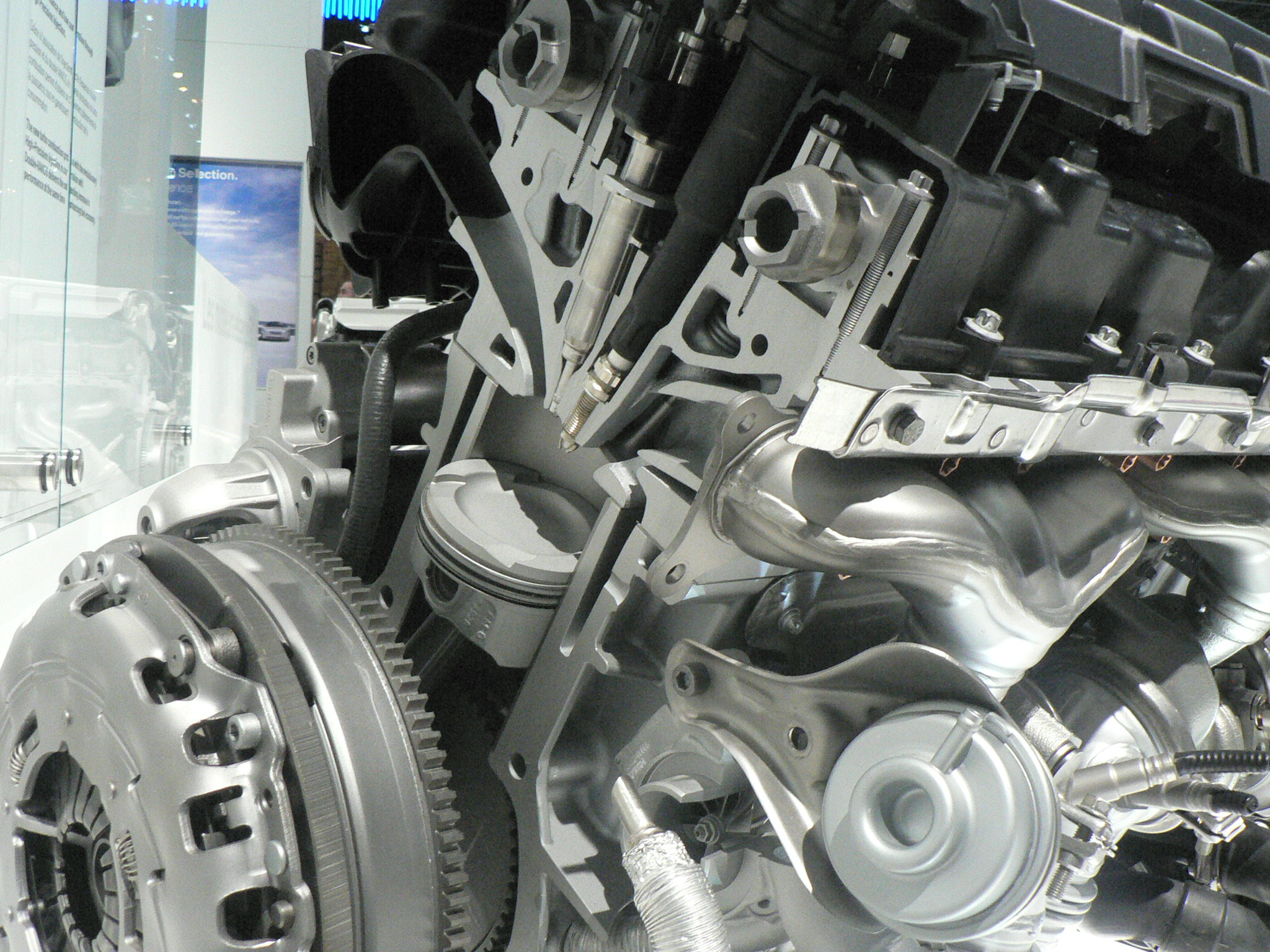
Řešení spalovacího prostoru pro spalování vedené paprskem (vstřikovač a svíčka u sebe) o společnosti BMW

Tato koncepce využívá spalování vedené paprskem. Palivový paprsek zasahuje přímo elektrody svíčky. Směs je přesouvána k elektrodám hlavně kinetickou energií paprsku, méně pohybem náplně. Toto řešení umožňuje dosáhnout: 
- Velké vrstvení směsi λ > 7, vlivem ostřikování okolí svíček je směs v jejich okolí vždy dostatečně bohatá,
- Vysoký gradient λ při spalování.

Zároveň je však třeba řešit následující problémy:
- Vysoké nároky na dobrou atomizaci paliva (nároky na vstřikovač),
- Krátký čas na přípravu směsi snižuje její kvalitu,
- Velkou citlivost na lokální složení směsi, které je zapříčiněno změnou kvality atomizace opotřebením vstřikovače,
- Závislost tvaru paprsku od kompresního tlaku,
- Problémy se studeným startem a spolehlivostí zapalování (elektrody mokré od paliva).

### Přímý vstřik do válce s vstřikovači a svíčkami daleko od sebe
Tato koncepce využívá spalování vedené stěnami. Vstřikovače optimálně umístěny s ohledem na geometrické a teplotní podmínky hlavy válců. Vlastnosti tohoto uspořádání jsou:
- Delší čas na přípravu směsi zvyšuje její kvalitu,
- Malé rozvrstvení směsi, způsobené lepším promícháním paliva a vzduchu.

Mezi problémy konceptu patří:
- Velký vliv turbulentních fluktuací na rozvrstvení a lokální složení směsi,
- Není možná stabilizace rozvrstvení v případě přílišné turbulence náplně, proto se rozvrstvení směsi ve válci podporuje i tvarem spalovacího prostoru].

### Vlastnosti motorů s přímým vstřikem
Oba výše popsané způsoby vstřikování paliva mají bez použití recirkulace výfukových plynů různé úrovně NOx a spotřeby (NOx je výše, spotřeba nižší), proto je třeba použít optimální recirkulaci výfukových plynů. Snížení spotřeby paliva je uváděno v rozmezí 20–30 % oproti klasickým způsobům vstřikování paliva. Společné problémy obou řešení jsou: používání paliva s vhodnými vlastnostmi, nezbytnost zařízení na zpracování výfukových plynů, spolehlivost, ohřívání vstřikovačů, emise CHx a kouřivost.
Systémy využívají kvalitativní regulaci (složením směsi), přesto je úplné odstranění škrticí klapky limitováno minimální teplotou výfukových plynů pro dobrou účinnost katalyzátoru, proto při nízkých zatíženích zůstane využito částečné škrcení a recirkulace výfukových plynů.

### Koncepce OCP (Orbital Combustion Process)
Odlišným systémem přímého vstřikování paliva benzínových motorů je systém OCP. Jeho činnost spočívá v tom, že konvenční vstřikovač vstřikuje přesné množství paliva do komůrky, do které vyúsťuje proud vzduchu. Po ukončení vstřiku a krátké době na přípravu směsi je atomizovaná směs vstříknuta vzduchovým vstřikovačem do válce. Vstřikovač se nachází blízko u svíčky, což znamená, že další příprava směsi ve válci již není nutná. V tomto případě je možná dobrá kontrola poměru λ v okolí svíčky v době zážehu, což zajišťuje dobrou stabilitu procesu. Celkový poměr λ může být až 7. Snížení spotřeby paliva oproti standardnímu vícebodovému vstřikování se uvádí podle druhu testu v rozmezí od 17–30 %.

Výhody této koncepce jsou snížení emisí CHx (malá velikost kapek, paprsek nedosáhne studené stěny) a umožnění až 40% recirkulace výfukových plynů nebo 80° překrytí ventilů.

## Vstřikovací systémy pro přímý vstřik
Základními součástmi vstřikovacího systému jsou palivová nádrž, dopravní čerpadlo (nízkotlaké), vysokotlaké čerpadlo, tlakový zásobník (Common rail), ventil pro řízení tlaku, snímač tlaku v zásobníku a vysokotlaký vstřikovací ventil.

### 1. generace vstřikovacích systémů
První generace vstřikovacích systémů využívala elektromagneticky ovládané vstřikovací ventily. Vstřikovací tlak byl v rozmezí 5–12 MPa. Řídící systém DI-Motronic (1. generace) od společnosti Bosch byl uveden na trh v roce 2000.

### 2. generace vstřikovacích systémů
Druhá generace vstřikovacích systémů využívá piezoelektricky ovládané vstřikovací ventily. Maximální vstřikovací tlak dosahuje 20 MPa. Vyšší tlak umožňuje lepší rozprášení paliva, rychlé piezoelektrické ventily přesnější dávkování rozdělené na více vstřiků. Oba parametry umožňují posouvat oblasti provozu s vrstveným plněním k vyšším otáčkám a vyšším zatížením motoru. Vstřikovací systémy druhé generace upřednostňují spalování vedené paprskem. Řídící systém DI-Motronic 2. generace od společnosti Bosch byl uveden na trh v roce 2005.

## Emise motorů s přímým vstřikem
Pro oblasti homogenní provozu, při které se spaluje stechiometrická směs, se používá řešení osvědčené u zážehových motorů s nepřímým vstřikem. O snižování emisí se stará třícestný katalyzátor řízený lambda sondou. Pro oblasti provozu s vrstveným plněním, kde vlivem přebytku kyslíku vznikají při spalování emise NOx, je třeba využít i redukční katalyzátor (tzv. DeNOx).